# Scott Brown (politiker)
 Der er flere personer med dette navn, se Scott Brown.
Scott Philip Brown (født 12. september 1959 i Kittery, Maine) er en amerikansk politiker, der fra 4. februar 2010 til 3. januar 2013 var valgt som senator for Massachusetts for Republikanerne.
Scott er uddannet i jura fra Boston College og har arbejdet som advokat med speciale i ejendomsjura.
Han var delstatssenator i Massachusetts for Norfolk, Bristol & Middlesex fra 2004 og blev efter Ted Kennedys død nomineret som Republikanernes kandidat til Massachusetts' plads i senatet. Han vandt ved valget i januar 2010, hvilket betyder, at Republikanerne fremover vil kunne blokere forslag fra Demokraterne.

## Ekstern henvisning
- Wikimedia Commons har flere filer relateret til Scott Brown (politiker)